# Tony Meola
Antonio Michael Meola, detto Tony (Belleville, 21 febbraio 1969), è un allenatore di calcio ed ex calciatore statunitense, tra i più rappresentativi portieri nella storia della nazionale di calcio statunitense di cui difese la porta durante i due mondiali del '90 e '94.

## Carriera

### Gli inizi
Tony Meola è figlio di Vincenzo, un immigrato irpino, di Torella dei Lombardi ed ex calciatore dell'Avellino, che gli trasmetterà l'amore per il calcio facendogli così iniziare la sua carriera calcistica nella Kearny High School.
Qui a Belleville è capitano della squadra di pallacanestro della scuola e verrà nominato All-State baseball player del 1987.
Studia all'Università della Virginia dove è allenato dal coach Bruce Arena il quale lo porta a giocare nell'ottobre del 1987 nella Nazionale statunitense Under-20 nel torneo mondiale giovanile della FIFA.

### L'esperienza europea
Nel dicembre del 1989 lascia definitivamente l'università e gli Stati Uniti per intraprendere una carriera calcistica in Europa, che gli avrebbe permesso di entrare nel giro della Nazionale statunitense. Nel 1990 Meola firma per il Brighton in Inghilterra, dove gioca solo 11 partite; nello stesso anno viene ceduto al Watford prima di tornare negli States.

### Il ritorno negliStates
Tornato negli Stati Uniti, Meola gioca per i Fort Lauderdale Strikers nella A-League, e nel 1994 firma per i Buffalo Blizzard che giocano il campionato indoor 1994/1995. Qui diventa titolare inamovibile ma il 31 gennaio 1995 annuncia di essere stato scritturato per una parte nello spettacolo "Il matrimonio di Tony e Tina": giocherà ancora cinque partite prima di lasciare il calcio per entrare nel cast.
Nel febbraio del 1995, Meola firma per il Long Island Rough Riders per il campionato USISL del '95: in quell'anno la sua squadra vinse il campionato.
Quando fu creata la "Major League Soccer", venne chiamato a difendere la porta dei New York/New Jersey MetroStars (dopo tre settimane in prova al Parma in Italia), squadra per la quale giocò tre ottime stagioni tra il 1996 e il 1998.
Nel 1999 Meola si trasferì nei Kansas City Wizards, ma perse la maggior parte degli incontri del suo primo anno nel nuovo club a causa di un infortunio. Nel 2000 Tony ebbe una fantastica stagione, vincendo il premio di "Goalkeeper of the Year" (Portiere dell'Anno) portando il Kansas City alla vittoria del campionato.
Meola continuò a giocare per i Wizards nel campionato MLS 2004, finché un lungo infortunio non lo costrinse lontano dal campo di gioco. L'anno successivo, si trasferì nuovamente nei MetroStars, finendo a fine stagione nella Top-11 del campionato.

### La Nazionale di calcio
Il 10 giugno 1988, all'età di 19 anni, Meola debuttò ufficialmente in difesa della porta della nazionale statunitense in una partita amichevole disputata a Houston e persa 0-2 contro l'Ecuador. Registrò il suo primo clean sheet nella gara successiva, a suggello di un'ottima prestazione con cui contribuì alla vittoria di New York ai danni del Perù (3-0) nella Marlboro Cup, vinta proprio dagli USA; la squadra portò il tronfeo allo Scots-American Club a Kearny, nello Stato del New Jersey e, dopo i festeggiamenti e al momento di tornare in ritiro, Meola si occupò di riportare la coppa in hotel. Come ricorda:
Più tardi in estate, la nazionale partì per un tour in Italia, sfidando una serie di squadre della Serie A: nonostante le ottime prestazioni di cui si era reso artefice, sino in quel momento era David Vanole il portiere titolare degli USA e Meola ne era la riserva, ma proprio durante la trasferta nel Bel Paese il tecnico Bob Gansler decise di invertire bruscamente i loro ruoli dopo che Vanole subì tre gol (tutti tutt'altro che inevitabili) nella sofferta vittoria degli States per 4-3 contro la Roma. Da lì in poi Meola fu promosso a titolare inamovibile mentre Vanole non avrebbe più giocato per la selezione americana: a Meola venne dunque affidato il compito di giocare le restanti partite di qualificazione per la Coppa del Mondo di Italia '90, inclusa la storica e decisiva vittoria per 1-0 su Trinidad e Tobago, che sancì lo storico ritorno degli Stati Uniti alla fase finale di un Mondiale a quarant'anni dall'ultima volta, a Brasile 1950.
Meola rimase il primo portiere della nazionale americana dal 1990 fino al mondiale di USA '94, nel quale iniziò la sua grande popolarità (dovuta alle sue giocate ed alla sua coda di cavallo) per tutto il paese. Dopo la sconfitta contro il Brasile nel secondo turno del mondiale, Meola informò l'allenatore Bora Milutinović di voler iniziare una carriera da professionista nel football come calciatore di calci piazzati (placekicker). Milutinović non lo chiamò mai più in nazionale, e per rivestire la maglia a stelle e strisce Meola dovette aspettare gennaio del 1999: durante questo periodo Kasey Keller, Brad Friedel e Zach Thornton avevano lottato a ottimi livelli per un posto da titolare nel ruolo di portiere della nazionale ed al suo ritorno non riuscì più a riguadagnare il dominio che aveva conquistato nei primi anni novanta. Nonostante ciò, Meola continuò a giocare per gli U.S.A raggiungendo nel 2006 quota 100 presenze (soglia mai raggiunta da un portiere degli Stati Uniti).
Ai mondiali del 2002 Meola fu il terzo portiere, dopo Brad Friedel e Kasey Keller.

### Allenatore
Il 24 novembre 2015 viene nominato allenatore e direttore tecnico dei Jacksonville Armada, squadra militante nel campionato NASL. Nove mesi più tardi, nell'agosto 2016, è stato sollevato dall'incarico dopo una striscia di 6 partite consecutive senza vittorie.

## Palmarès

### Calcio

#### Giocatore

##### Club
- Campionato MLS: 1

Kansas City Wizards: 2000
- MLS Supporters' Shield: 1

Kansas City Wizards: 2000
- U.S. Open Cup: 1

Kansas City Wizards: 2004

##### Nazionale
- Gold Cup: 2

1991, 2002

##### Individuale
- Miglior giocatore della Gold Cup: 1

1991
- MLS Best XI: 1

2000
- Premio MVP della Major League Soccer: 1

2000
- MLS All-Time Best XI: 1

2005